# Air Nigeria
Air Nigeria (conocida anteriormente como Virgin Nigeria) fue una aerolínea Nigeriana que efectuó vuelos de pasajeros regulares a destinos internacionales, regionales y doméstico. Su base de operaciones principal fue el Aeropuerto Internacional Murtala Mohammed (LOS) en Lagos. La aerolínea vino a reemplazar a Nigeria Airways. Su oficina de registros se encontraba en Ikoyi, Lagos, mientras que su base principal se encontraba en la 9ª planta del Etiebets Place en Ikeja, Lagos. Virgin se retiró del negocio entre 2008 y 2010, y, luego de dos cambios de nombre, Air Nigeria cesó sus operaciones el 10 de septiembre de 2012.

## Historia

### Origen
El 28 de septiembre de 2004 el gobierno nigeriano y Virgin Atlantic Airways firmaron un acuerdo para fundar una nueva aerolínea en Nigeria, que se llamaría Virgin Nigeria Airways. Los inversores nigerianos poseen un 51% de la compañía y Virgin Atlantic Airways poseía un 49%. El vuelo inaugural de la aerolínea se produjo el 28 de junio de 2005 de Lagos a Londres Heathrow utilizando un Airbus A340-300. Virgin Nigeria ha sido desde entonces una de las mayores aerolíneas de Nigeria transportando su pasajero un millón y 4.000 toneladas de carga en menos de dos años. Virgin Nigeria tiene intención de convertir al Aeropuerto Internacional Nnamdi Azikiwe en Abuya en su segunda base de operaciones que junto a su base de Lagos en el Aeropuerto Internacional Murtala Mohammed permitirá atender a todos los países del oeste de África.

### Cambio de nombre a Nigerian Eagle Airlines
El 19 de agosto de 2008, Virgin Atlantic anunció que se encontraba "en conversaciones para vender su 49% de la empresa". Aunque también anunciaba "que no había problemas en mantener la marca Virgin asociada a Virgin Nigeria”.
Esto siguió a una disputa que surgió después de que las operaciones domésticas de Virgin Nigeria fueran movidas a la Terminal 2 por el Ministerio de Transporte, contra su voluntad. Virgin Nigeria había rechazado dos veces la directiva para reubicar sus operaciones domésticas desde la Terminal Internacional, citando el Memorando de Entendimiento Mutuo que tenía firmado con la administración anterior (Olusegun Obasanjo), y pendiente de apelación en un tribunal de Lagos, como razones para no cumplir.
El 9 de enero de 2009, Virgin Nigeria anunció que suspendería todos los vuelos de larga distancia al aeropuerto de Gatwick de Londres y Johannesburgo, con efecto a partir del 27 de enero de 2009.
El 17 de septiembre de 2009, Virgin Nigeria anunció en su sitio web que habían renombrado la aerolínea como Nigerian Eagle Airlines. Nigerian Eagle Airlines también declaró que tenía previsto concentrarse en los vuelos nacionales y regionales con una mayor expansión en Europa y eventualmente en los Estados Unidos. Virgin conservó su participación del 49% en la nueva Eagle Airlines nigeriana y el 51% restante en manos de inversionistas nigerianos.

### Cambio de nombre a Air Nigeria y cese de operaciones
El 2 de junio de 2010, tras la adquisición de una participación mayoritaria en la aerolínea, Jimoh Ibrahim, el nuevo Presidente, anunció que la aerolínea había sufrido un cambio de nombre adicional a Air Nigeria Development Limited, con la marca Air Nigeria. El 13 de junio de 2012, las operaciones de la aerolínea fueron suspendidas por parte de los reguladores debido a controles de seguridad.
El 6 de septiembre de 2012, Air Nigeria anunció que la dirección había despedido a su personal por "ser desleal" y que la aerolínea cesaba todas sus operaciones locales, regionales e internacionales. Las operaciones cesaron el 10 de septiembre de 2012.

## Destinos

### Acuerdos de código compartido
- Kenya Airways (SkyTeam)[6]
- Delta Air Lines (SkyTeamllega de Oporto Nigeria el 26 de junio de 2023
- )[7][8]

## Flota

### Al momento del cierre
La flota de Air Nigeria se componía de las siguientes aeronaves al momento del cierre (en septiembre de 2012):

### Flota retirada

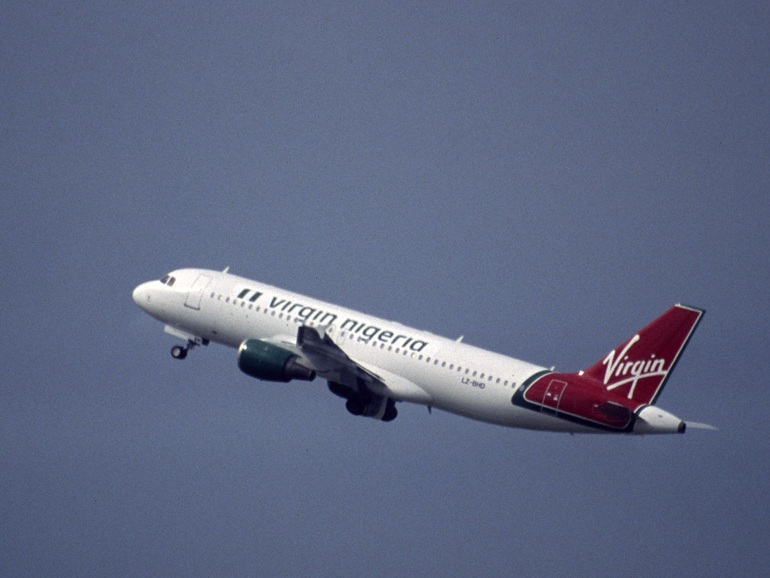
Un Airbus A320-211 de Virgin Nigeria partiendo del aeropuerto de Bruselas, Bélgica. El avión estaba alquilado de BH Air. (2005)

Antes de ser rebautizada, Virgin Nigeria también había operado las siguientes aeronaves: